# Санта-Мария-Оэ
Санта-Мария-Оэ (итал. Santa Maria Hoè) — коммуна в Италии, располагается в регионе Ломбардия, в провинции Лекко.
Население составляет 1995 человек (2008 г.), плотность населения составляет 705 чел./км². Занимает площадь 3 км². Почтовый индекс — 23889. Телефонный код — 039.

## Демография
Динамика населения:

## Администрация коммуны
- Официальный сайт: http://www.comune.santamariahoe.lc.it/